# Neil Abercrombie
Neil Abercrombie, född den 26 juni 1938 i Buffalo, New York, är en amerikansk demokratisk politiker. Han var guvernör i delstaten Hawaii 2010–2014. Han har också varit en ledamot i USA:s representanthus.

## Bakgrund och privatliv
Abercrombie är född i Buffalo, New York, år 1938. Han studerade vid Union College i Schenectady. Han avlade 1964 sin masterexamen och flyttade sedan till Honolulu. Han arbetade som lärare på Hawaii i flera år och fortsatte samtidigt sina studier vid University of Hawaii at Manoa, där han disputerade 1974. Under sin studietid blev han också vän med Barack Obamas föräldrar.
Han arbetade först på lågstadiet och sedan som lektor på en college.
Abercombie är gift med Nancie Caraway sedan 1981. Han har styrkelyft som hobby och har ställt upp ett mål för sig att lyfta 200 pund som tillägg till sin ålder varje år.

## Politisk karriär
Abercrombie i senatsval första gången år 1970 men blev inte invald. Han valdes till Hawaiis kongress år 1975. Han var ledamot av USA:s representanthus från Hawaiis första valkrets 1986–1987 och 1991–2010. År 2010 meddelande han att skulle lämna kongressen för att fokusera på sin guvernörsvalkampanj.
Abercrombie besegrade republikanernas Duke Aiona i guvernörsval år 2010 då han fick 58 % röster. Hans installations hölls den 6 december 2010.
I november 2013 undertecknade Abercrombie ett lagförslag om att legalisera samkönade äktenskap. Hawaii blev landets 15:e delstat där också samkönade par kan gifta sig. Som guvernör väckte Abercrombie också indignation då han bl.a. föreslog beskattning av pensioner (som i Hawaii inte beskattas som inkomst) och nedskärningar i sjukförsäkringar för arbetare på offentliga sektorn. Då han kritiserades för detta, svarade Abercrombie att "jag är inte er vän. Jag är inte er jurist. Jag är guvernören".
I augusti 2014 segrade David Ige Abercrombie i demokraternas primärval och Ige blev partiets kandidat i guvernörsvalet 2014. Abercrombie sade att han kommer att ge Ige sitt fullständiga stöd. Ige vann valet och blev Abercrombies efterträdare i december 2014.